# Debi Mazar

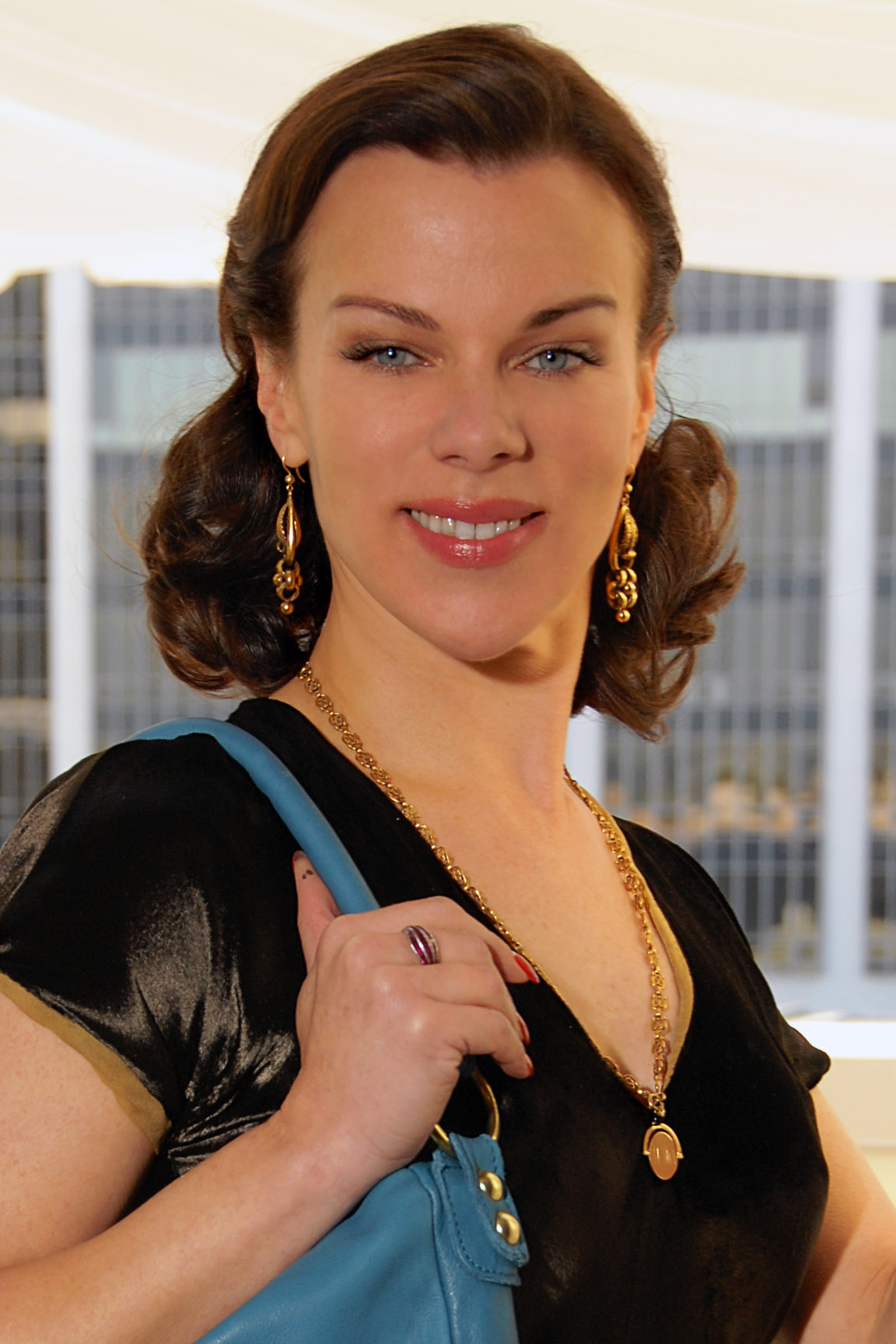
Debi Mazar in Beverly Hills (2009)

Deborah „Debi“ Mazar (* 13. August 1964 in New York City) ist eine US-amerikanische Schauspielerin.

## Leben und Karriere
Debi Mazar wuchs als Tochter eines Einwanderers aus der damaligen Lettischen SSR im New Yorker Stadtteil Queens auf. Ihr Vater entstammte einer jüdischen Familie, war aber römisch-katholisch erzogen, ihre Mutter war ebenfalls römisch-katholisch aufgewachsen.
Mazar begann ihre Karriere als Breakdancerin in New York. 1984 hatte sie ihren ersten Fernsehauftritt in der Hip-Hop-Tanzshow Graffiti Rock. Sie trat in vier Madonna-Videos als Tänzerin auf. In mehreren Filmen hatte sie größere Nebenrollen, wie zum Beispiel als Henry Hills Geliebte in GoodFellas – Drei Jahrzehnte in der Mafia oder als Spice von Sugar&Spice an der Seite von Drew Barrymore in Batman Forever. In der Fernsehserie Civil Wars hatte sie von 1991 bis 1993 eine der Hauptrollen als Denise Ianello. Nach dem Ende von Civil Wars wurde ihre Rolle für die Saison 1993/1994 in die Serie L.A. Law – Staranwälte, Tricks, Prozesse übernommen. Im 1993 produzierten Spielfilm Eine Familie namens Beethoven spielte sie die Rolle der Regina. Weiterhin war Mazar in verschiedenen, teils wiederkehrende Rollen in den Serien Friends, Living with Fran, That's Life und Entourage zu sehen.
Mazar heiratete 2002 Gabriele Corcos. Zusammen haben sie zwei Kinder.

## Filmografie (Auswahl)
- 1990: GoodFellas – Drei Jahrzehnte in der Mafia (Goodfellas)
- 1991: The Doors
- 1991: Das Wunderkind Tate (Little Man Tate)
- 1992: Toys
- 1993: Eine Familie namens Beethoven (Beethoven’s 2nd)
- 1994: Bullets Over Broadway
- 1995: Batman Forever
- 1995: Das Empire Team (Empire Records)
- 1996: Trees Lounge – Die Bar, in der sich alles dreht (Trees Lounge)
- 1996: Space Truckers
- 1997: Wally Sparks – König des schlechten Geschmacks (Meet Wally Sparks)
- 1998: Eisige Stille (Hush)
- 1998: The Mob – Der Pate von Manhattan (Witness to the Mob, Fernsehfilm)
- 1999: Haunted Hill
- 2000: More Dogs Than Bones – Blutige Millionenjagd (More Dogs Than Bones)
- 2002: The Tuxedo – Gefahr im Anzug (The Tuxedo)
- 2002: Friends (Fernsehserie, Episode 8x23, Das Baby kommt! Teil 1)
- 2004: CSI: Miami (Fernsehserie, Episode 3x08, Ein tödliches Date)
- 2004: My Tiny Universe
- 2004–2011: Entourage (Fernsehserie, 43 Episoden)
- 2005: Be Cool – Jeder ist auf der Suche nach dem nächsten großen Hit (Be Cool)
- 2006: Alibi – Ihr kleines schmutziges Geheimnis ist bei uns sicher (The Alibi)
- 2008: The Women – Von großen und kleinen Affären (The Women)
- 2009: Privileged
- 2010: Jonas L.A. (Fernsehserie, 7 Episoden)
- 2011: Castle (Fernsehserie, 1 Episode)
- 2012: Allein zu Haus: Der Weihnachts-Coup (Home Alone: The Holiday Heist, Fernsehfilm)
- 2013: Lovelace
- 2014: Broadway Therapy (She’s Funny That Way)
- 2015: Entourage
- 2015–2021: Younger (Fernsehserie)
- 2017: Wonder Wheel
- 2017: Happy!
- 2018: Arde Madrid (Miniserie, 8 Folgen)
- 2021: The Other Two (Fernsehserie, Episode 2x02, Pat trifft ihre Fans)
- 2022: The Pentaverate (Miniserie)
- 2023: The Kill Room
- 2024: Ladies in Black (Fernsehserie, 6 Folgen)
- 2024: Kaos (Netflix-Miniserie, 8 Folgen)